# Serenade (1940)
Sérénade ist ein 1939 entstandenes französisches Filmdrama von Jean Boyer mit Lilian Harvey, Louis Jouvet und Bernard Lancret, das die Liebesgeschichte des Komponisten Franz Schubert (1797–1828) zu einer englischen Tänzerin erzählt.

## Handlung
Die Geschichte ist rein fiktiv und basiert ausschließlich auf der Phantasie der Drehbuchautoren. Wien um 1825. Der österreichische Komponist Franz Schubert lernt eines Tages die englische Tänzerin Margaret Brenton kennen und verliebt sich Hals über Kopf in sie. Die junge Frau erwidert seine Gefühle, muss aber erkennen, dass er durch sie in eine Schaffenskrise zu geraten droht. Überdies hat auch Wiens hartleibiger, besitzergreifender und allmächtiger Polizeichef Baron Hartmann ein Auge auf die Britin geworfen und droht mit unliebsamen Konsequenzen, sollte sich Margaret nicht ihm, sondern dem zartbesaiteten Musikus zuwenden. Schweren Herzens verlässt Margaret daraufhin Schubert, um ihn in Zukunft nicht länger zu gefährden und in seiner künstlerischen Kreativität zu behindern. Seinen Abschieds- und Liebesschmerz verarbeitet er daraufhin in der titelgebenden Serenade, die er in einem Anfall künstlerischer Ekstase komponiert.

## Produktionsnotizen
Die Dreharbeiten zu Sérénade fanden im Spätsommer/Herbst 1939 statt, die Uraufführung war am 28. Februar 1940. In Deutschland war der Film erstmals im September 1949 zu sehen, unmittelbar nachdem die Harvey, zehn Jahre nach ihrem Weggang, erstmals wieder in Deutschland (im Rahmen einer Theatertournee) aufgetreten war.
Georges Wakhévitch entwarf die Filmbauten, Maurice Colasson besorgte die Ausstattung.
Lilian Harvey tritt hier, wie bereits in ihren deutschen Filmen, auch als Sängerin auf.

## Kritiken
Bosley Crowther schrieb in der New York Times: „Die glückselig romantische Vorstellung, dass alle großen Musikkomponisten von der leidenschaftlichen – aber ungewöhnlich hoffnungslosen – Liebe einer schönen Frau zu ihren schönsten Werken inspiriert wurden, erhält in "Schuberts Serenade", einer neuen französischen Filmfiktion, die ziemlich frei auf dem Leben von Franz Schubert basiert … wieder erfreuliche Verbreitung. (…) Man könnte sich fragen, ob Schubert ganz so konsequent feierlich und nachdenklich war, wie Bernard Lancret ihn spielt. Man könnte auch bezweifeln, ob er jemals tief mit einer Dame verbunden gewesen wäre, die so offensichtlich älter als er ist … Als Film ist alles langsam und etwas gestelzt, aber es gibt einen guten Komponisten“
Das Lexikon des Internationalen Films urteilte: „Arg mißlungener Versuch, Schubert im Rahmen einer rein romanhaften Handlung zum romantischen Liebhaber zu stilisieren. Lilian Harvey, deren Rolle einen für ihr Image ungewöhnlich dramatischen Akzent hat, spielte hier unmittelbar nach ihrer Emigration aus NS-Deutschland in ihrem ersten französischen Film.“